# Escada

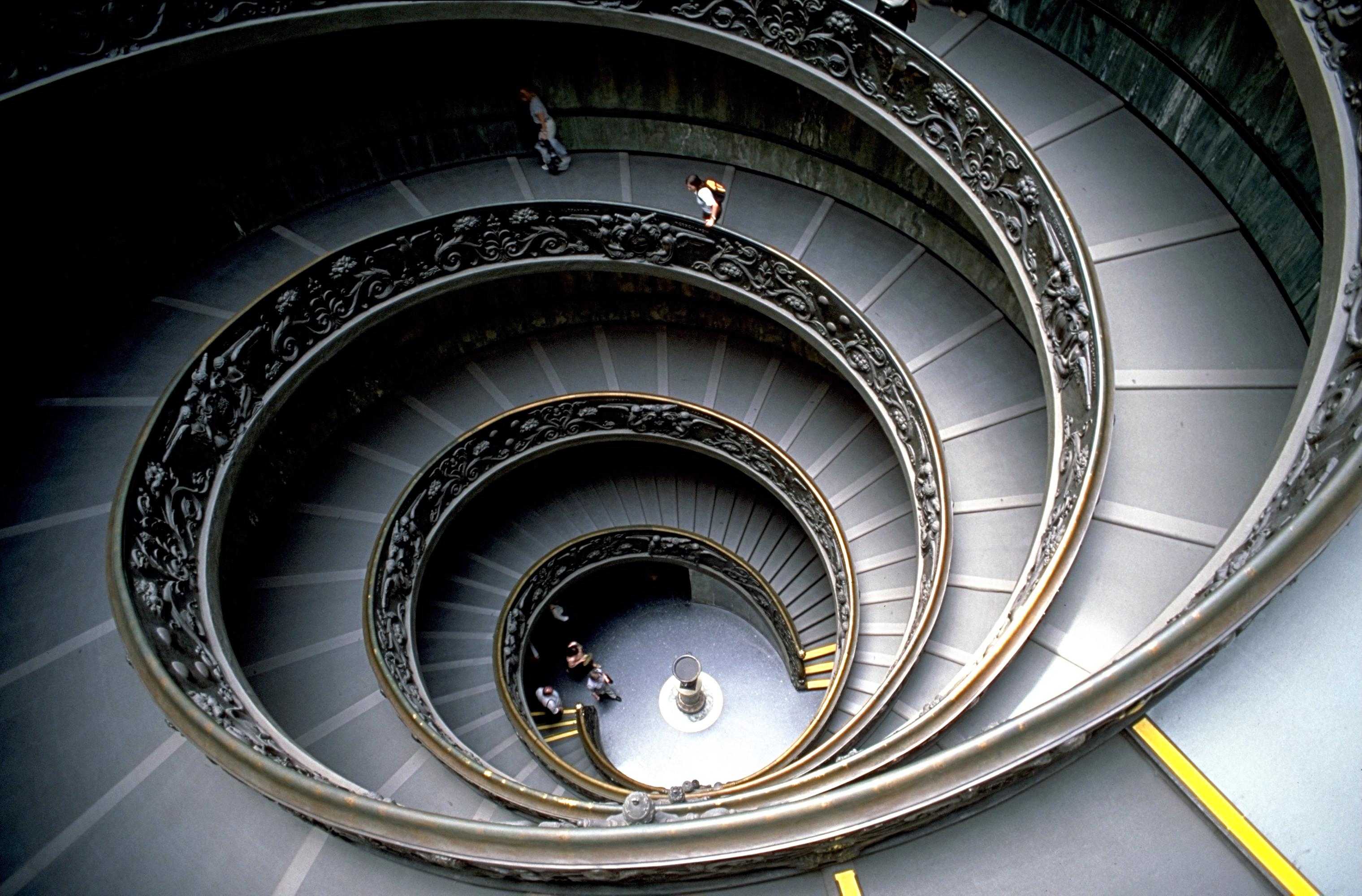
Escadaria de Bramante em hélice dupla no Vaticano

Uma escada (do baixo-latim scalata) é uma construção formada por uma série de degraus, destinada a ligar locais com diferenças de nível.

## Componentes e terminologia

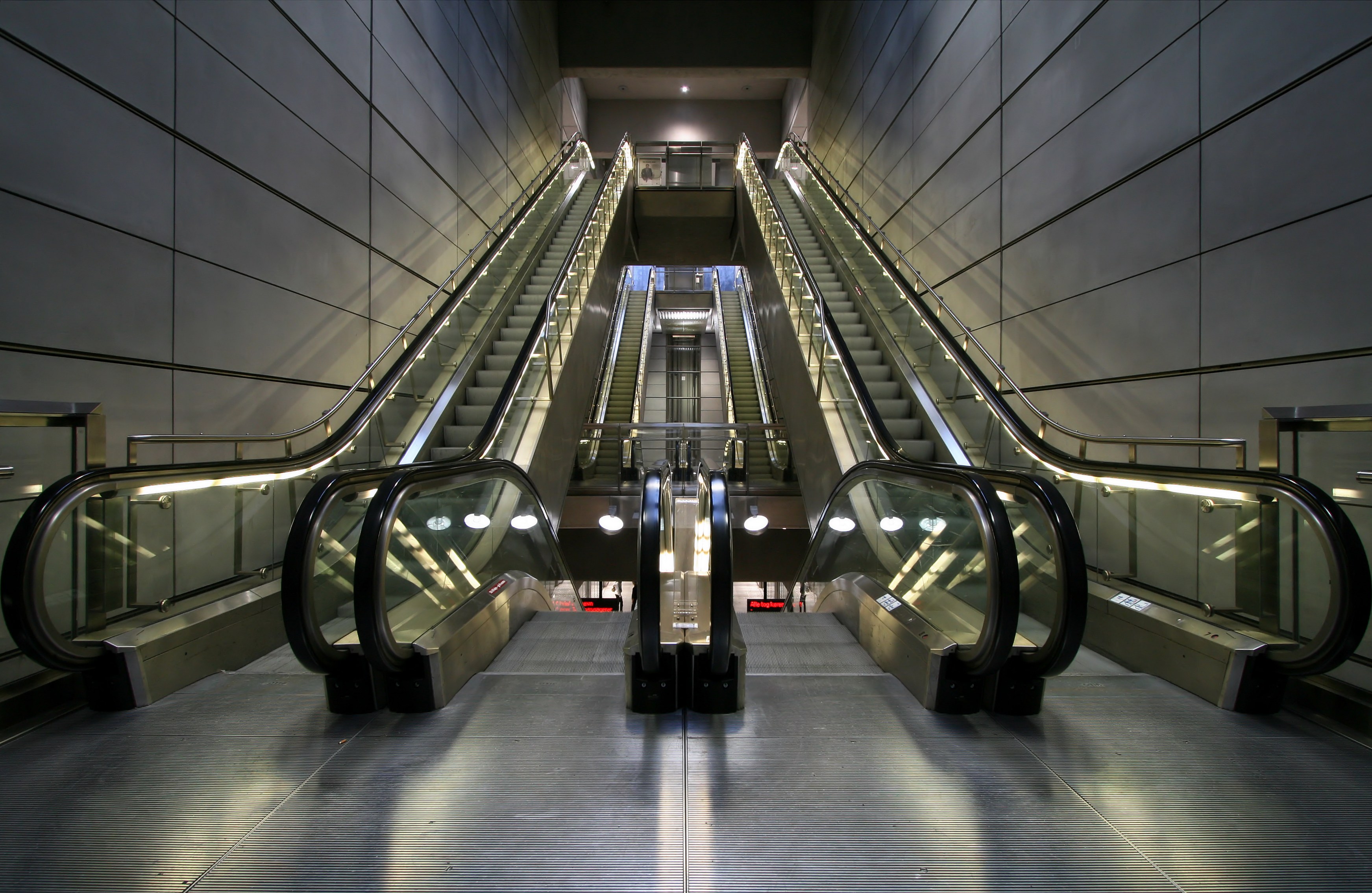
Escadas rolantes numa estação do Metro de Copenhaga, na Dinamarca, em 2007

O degrau é composto do passo e do eretor.
- passo, cobertor ou piso - a lâmina horizontal do degrau que é pisada. O comprimento do passo é medido desde a margem externa do degrau ao "eretor" vertical entre degraus. O passo do degrau deve ser de 1/6 da estatura média das pessoas que a utilizarem.
- eretor ou espelho - A porção vertical do degrau entre degraus. Este pode estar ausente para um efeito de escada "aberta". A altura do "eretor" está baseada na estatura média das pessoas que utilizarão a escada, sendo definido pelas normas locais, porém esta altura deve ser próxima de 1/10 da estatura. O valor fica entre 16,0 centímetros e 18,5 centímetros.

## O sistema de corrimão
A balaustrada é o sistema completo de corrimãos e estacas que impede as pessoas de cair sobre a borda.
- Corrimão
- Voluta

## Ergonomia e solicitação de código de construção
Ergonomicamente e por razões de segurança, as escadas precisam ter certas medidas em ordem para que as pessoas possam usá-las confortavelmente. Códigos de construção especificam certas medidas para que as escadas não fiquem muito íngremes ou estreitas.

## História
Acredita-se que o conceito de escadas tenha 8 000 anos e seja uma das estruturas mais antigas da história da arquitetura. O exemplo mais antigo de escadas em espiral remonta a 400 a.C.  A arquitetura medieval viu a experimentação com muitas formas diferentes, e o Renascimento ainda mais com designs variados.